# 興寧区
興寧区（こうねい-く）は中華人民共和国広西チワン族自治区南寧市に位置する市轄区。

## 行政区画
- 街道:民生街道、朝陽街道、興東街道
- 鎮:三塘鎮、五塘鎮、崑崙鎮